# Carlos Henrique dos Santos Souza
Carlos Henrique dos Santos Souza (Rio de Janeiro, 2. svibnja 1983.), poznatiji kao Carlos Henrique, bivši je brazilski nogometaš.
Pridružio se Bordeauxu iz Flamenga tijekom ljeta 2005. godine. Dana 31. ožujka 2007. godine, zabio je gol u 89-oj minuti te osigurao pobjedu Bordeauxa protiv Lyona u finalu Coupe de la Ligue-a .

## Trofeji

### Bordeaux
- Coupe de la Ligue: 2007., 2009.
- Ligue 1: 2008./09.
- Trophée des Champions: 2008., 2009.
- Coupe de France: 2012./13.

## Vanjske poveznice
- Profil na Transfermarktu
- Profil na Soccerwayu